# Ángel Pérez Medina
Ángel Pérez Medina (La Habana, 2 de febrero de 1971) es un deportista cubano-estadounidense que compitió en piragüismo en la modalidad de aguas tranquilas. Ganó cuatro medallas en los Juegos Panamericanos de 1991.

## Palmarés internacional
| Representando a Cuba |                  |                  |             |
| Juegos Panamericanos |                  |                  |             |
| Año                  | Lugar            | Medalla          | Competición |
| 1991                 | La Habana (Cuba) | Medalla de oro   | K1 500 m    |
| 1991                 | La Habana (Cuba) | Medalla de oro   | K2 500 m    |
| 1991                 | La Habana (Cuba) | Medalla de oro   | K4 1000 m   |
| 1991                 | La Habana (Cuba) | Medalla de plata | K1 1000 m   |